# 田母神俊雄
田母神俊雄（日语：／ Tamogami Toshio，1948年7月22日—），日本航空自衛隊退役將領、第29任航空幕僚長（參謀長，相當於空軍上將），後來因言論不當而被日本防衛省革職，曾任加油日本!全国行动委员会代表、太陽黨代表幹事兼國民運動本部長。

## 简历

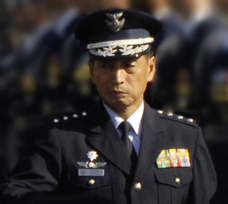
田母神俊雄軍裝照（航空幕僚長任內）

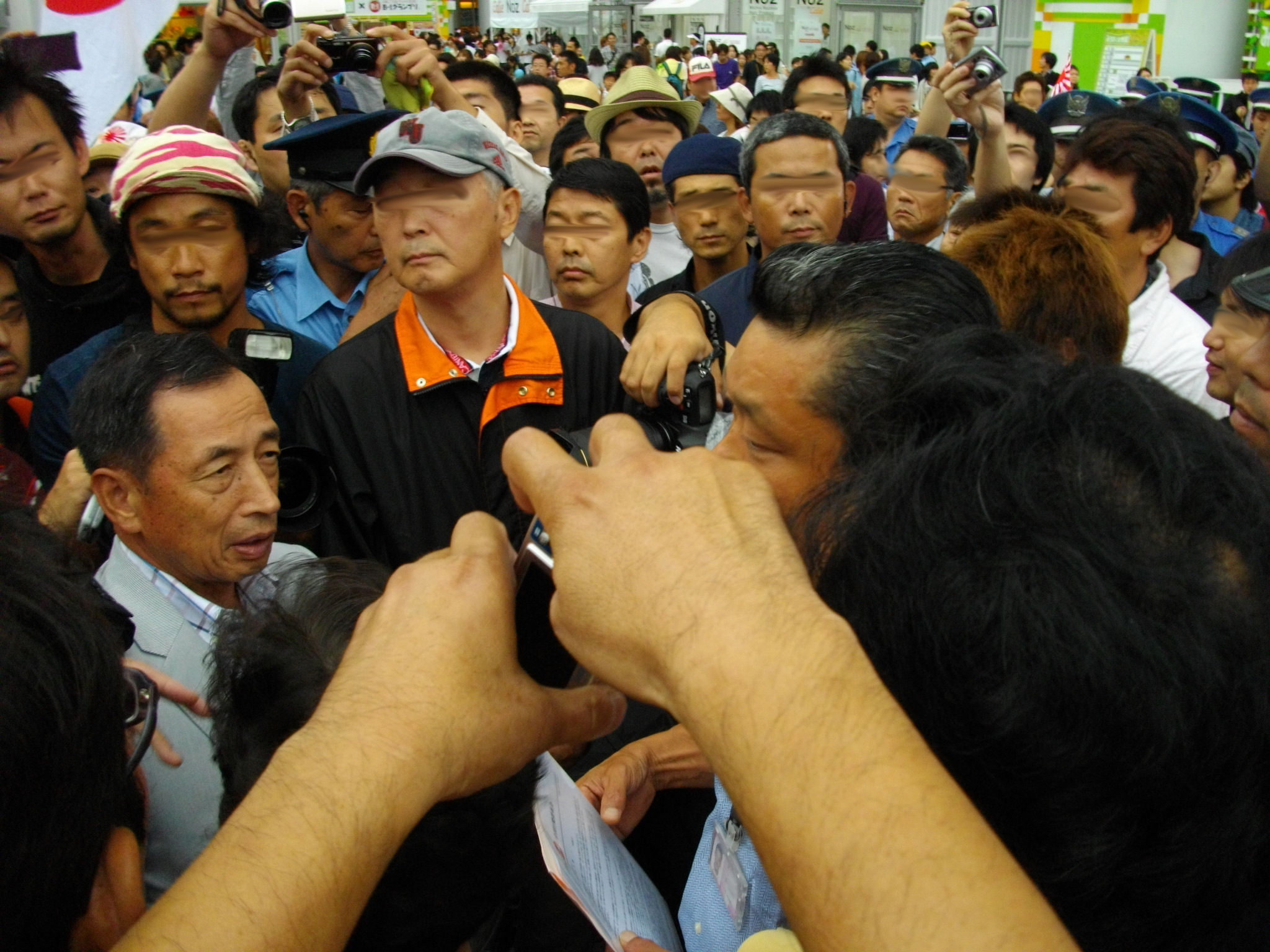
田母神俊雄向富士電視台代表遞交抗議書

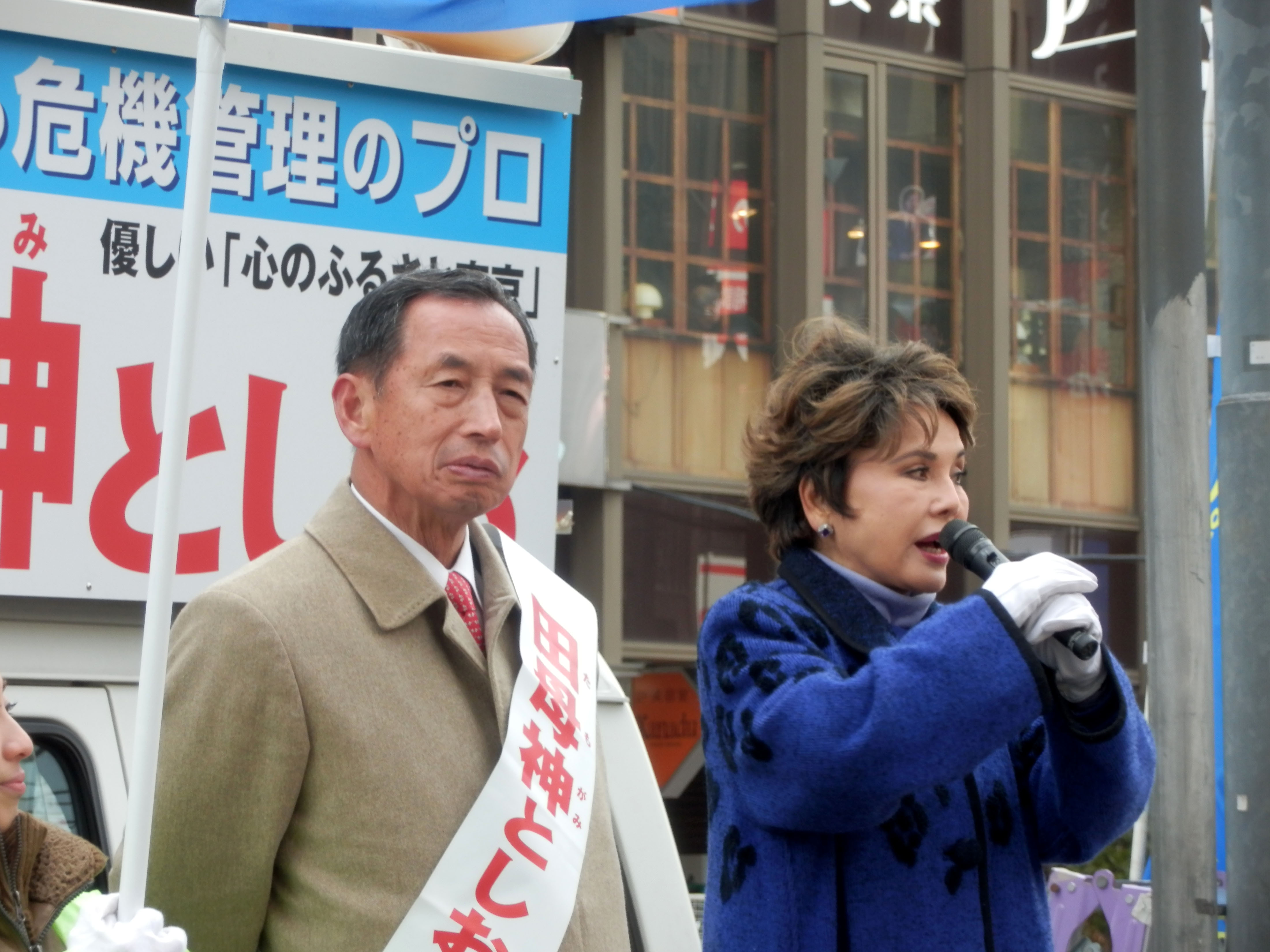
黛薇夫人為田母神俊雄助選東京都知事

1948年7月，田母神俊雄出生于福岛县郡山市；1971年自防衛大學校电气工学专业，之后加入日本航空自卫队，历任第六航空团司令（相當於聯隊長）、统合幕僚学校校长、航空总队司令官等要职；2002年，获空将军衔（相当于中将）。2007年3月28日，田母神俊雄升為航空自卫队第29屆航空幕僚长（相当于上將空軍參謀長）。
2008年10月31日，田母神俊雄在一次APA集团發起的第1回「真實的近現代史觀」懸賞論文中，以主題「日本是侵略國家嗎」投稿；但論文內容引發爭議，指蔣介石為造成第二次世界大戰的元兇、珍珠港事件是個陷阱、日本是第二次世界大戰最大受害國……等言論；撰文否認侵略歷史、美化日本侵略他國的行為，導致日本防卫大臣滨田靖一於10月31日晚間決定解除其航空幕僚長一職。因普通空将的退休年龄为60岁，田母神俊雄于2008年11月3日以空将的军阶退休。2008年11月11日，日本参议院外交防卫委员会举行听证会，田母神俊雄在听证会上接受质询，并为其言论辩解。
2009年2月，田母神俊雄成立「株式会社田母神事務所」，自任代表董事。
2010年2月2日，田母神俊雄成為日本右翼團體「加油日本!全国行动委员会」的代表，發起反華、反民主黨政權的遊行活動。
2011年8月21日，加油日本!全国行动委员会組織群眾赴富士電視台總部抗議，田母神俊雄向富士電視台代表遞交抗議書。
2014年1月7日，田母神俊雄正式宣布參選2月9日舉辦之東京都知事選舉。田母神俊雄在東京召開記者會時稱「願為東京市民的安心和安全鞠躬盡瘁」，正式宣佈將以無黨派身份參選東京都知事；原東京都知事石原慎太郎亦表達其個人對田母神俊雄的支持。田母神俊雄提出的政見包括，提出以自衛隊為主體應對首都地震等災害、設立能通過網路授課的國際大學、為迎接2020年東京奧運會完善城市設施等構想；他在投票中得票第四，落選。
2014年1月16日，田母神俊雄批評NHK新聞播放太多有關日本職業足球員本田圭佑在AC米蘭首次進球的新聞，稱本月13日NHK晨間頭條新聞用12分鐘報道此事「會令國民變笨」。他的言論受到不少批評，有網民質疑「否定運動的人，還想當主辦2020年奧運會的東京都知事嗎？」，也有人直言「世界盃足球賽創50％的收視率，這樣的國民運動耶！想吵架嗎？這個人真是笨蛋！」
2014年5月20日，田母神俊雄在朝日電視台節目《北野武的TV擒抱》上，與日本共產黨副委員長小池晃就靖國神社爭議辯論時稱首相安倍晉三「應該每月參拜一次靖國神社」，令傾向支持參拜靖國神社的前宮崎縣知事東國原英夫也表示震驚。节目播出后，支持安倍参拜的人也认为这一观点有些激进；反对参拜者更认为，这种言论极不负责任，对日本原來已經“冷淡的邻里关系”来说是雪上加霜。
2014年6月2日，田母神俊雄宣布將建立新政黨「日本真正保守黨」，支持解禁集體自衛權和整備軍力，又叫安倍晉三「加油」；但2014年9月25日，田母神俊雄就任太陽黨代表幹事兼國民運動本部長。
2016年4月14日，田母神俊雄涉嫌在東京都知事選舉期間違反《公職選舉法》而遭逮捕。2016年9月29日，田母神俊雄獲得保釋，保釋保證金600萬日圓。

## 外部連結
- Toshio Tamogami official page （页面存档备份，存于） （日語）
- Toshio Tamogami official blog （页面存档备份，存于） （日語）
- Tamogami's Controversial Essay English Version
- Article Strongly Criticising Tamogami's Essay
- 日上将：解放军人多装备差 中日海空军差十年 （页面存档备份，存于）